# Emil Capitaine
Emil Capitaine (* 1861 in Eilenburg; † 1907) war ein deutscher Motorenkonstrukteur, Erfinder und Unternehmer. Capitaine wurde 1897 bekannt durch seine Nichtigkeitsklage gegen Rudolf Diesel um die Urheberschaft und Erfindung des Dieselmotors – Capitaine gab Diesels Erfindung als die seine aus. Capitaine war kreativ und hielt einige Patente, u. a. auf einen Zweitaktmotor mit hoher Verdichtung (1889), ein mechanischer Tastenspieler (1890) und ein Motor-Fahrrad (1896). Der Capitaine-Gasmotor fand in den 1890er Jahren als Schiffsmotor Verwendung.